# Qu Yuan
Qu Yuan (chinesisch 屈原; ca. 340 v. Chr. – 278 v. Chr.) war ein Dichter aus der Zeit der Streitenden Reiche im antiken China. Er gilt als Chinas erste historisch fassbare Dichterpersönlichkeit.
Er soll ein aristokratisches Mitglied des Königshauses von Chu gewesen sein und einen höheren Posten am Hofe des Königs Huai innegehabt haben. Aufgrund seiner politischen Meinung soll er seines Amtes enthoben worden sein und soll sich nach jahrelangem Umherirren im Exil im Fluss Miluo ertränkt haben. Ihm werden die Chuci, die Gesänge aus Chu zugeschrieben, neben dem Shi Jing eine der frühesten chinesischen Gedichtsammlungen.
Als nachweisbar gilt jedoch nur, dass Qu Yuan der Autor des Lisao (離騷 / 离骚,  Lí Sāo – „Trauer nach der Trennung, Trennungsschmerz“) ist, eines langen Klagegedichts (Elegie), das für die spätere chinesische Literatur, insbesondere die Gattung der Fu-Gedichte der Han-Zeit, beispielhaft war. Das Lisao stellt nach Thematik, Form und Metrik eine Neuerung in der chinesischen Literatur dar.
Qu Yuan zu Ehren wird jährlich das Drachenbootfest gefeiert, da erzählt wird, die Bewohner des Flussufers des Miluo, in dem sich Qu Yuan ertränkt haben soll, seien in ihre Drachenboote gestiegen um ihn zu retten, was ihnen aber nicht gelungen sei. Sie hätten danach vergeblich versucht mit Zongzi, kleinen gefüllten Reiskugeln, die Fische in die andere Richtung zu locken, damit sie den Körper von Qu Yuan nicht auffräßen. Heute ist es Brauch Zongzi zum Drachenbootfest zu essen.
Da sich Qu Yuan in dem ihm ebenfalls zugeschriebenen Gedicht Tianwen (天問 / 天问,  Tiān Wèn – „Himmelsfragen“) auch mit astronomischen Themen auseinandergesetzt hatte – 日月安屬？列星安陳？ / 日月安属？列星安陈？ – „Wie hängen Sonne und Mond zusammen? Wie sind die Sternbilder aufgebaut?“ – verkündete die Nationale Raumfahrtbehörde Chinas am 24. April 2020, dass ihre interplanetaren Missionen alle den Namen „Tianwen“ tragen würden, gefolgt von einer Seriennummer, die nach Startdatum vergeben wird.

## Bilder

Qu Yuan
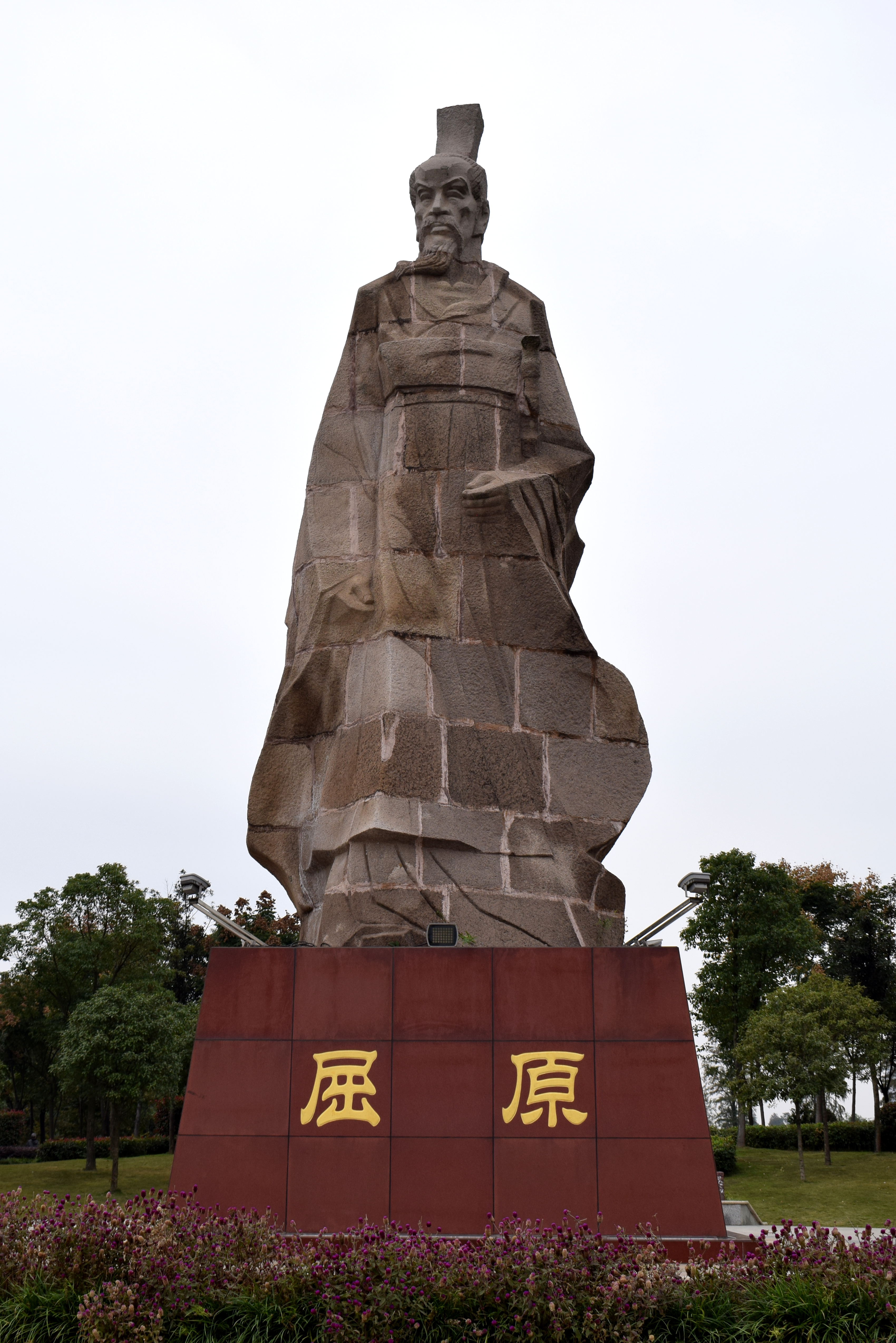
Denkmal in Jīngzhōu
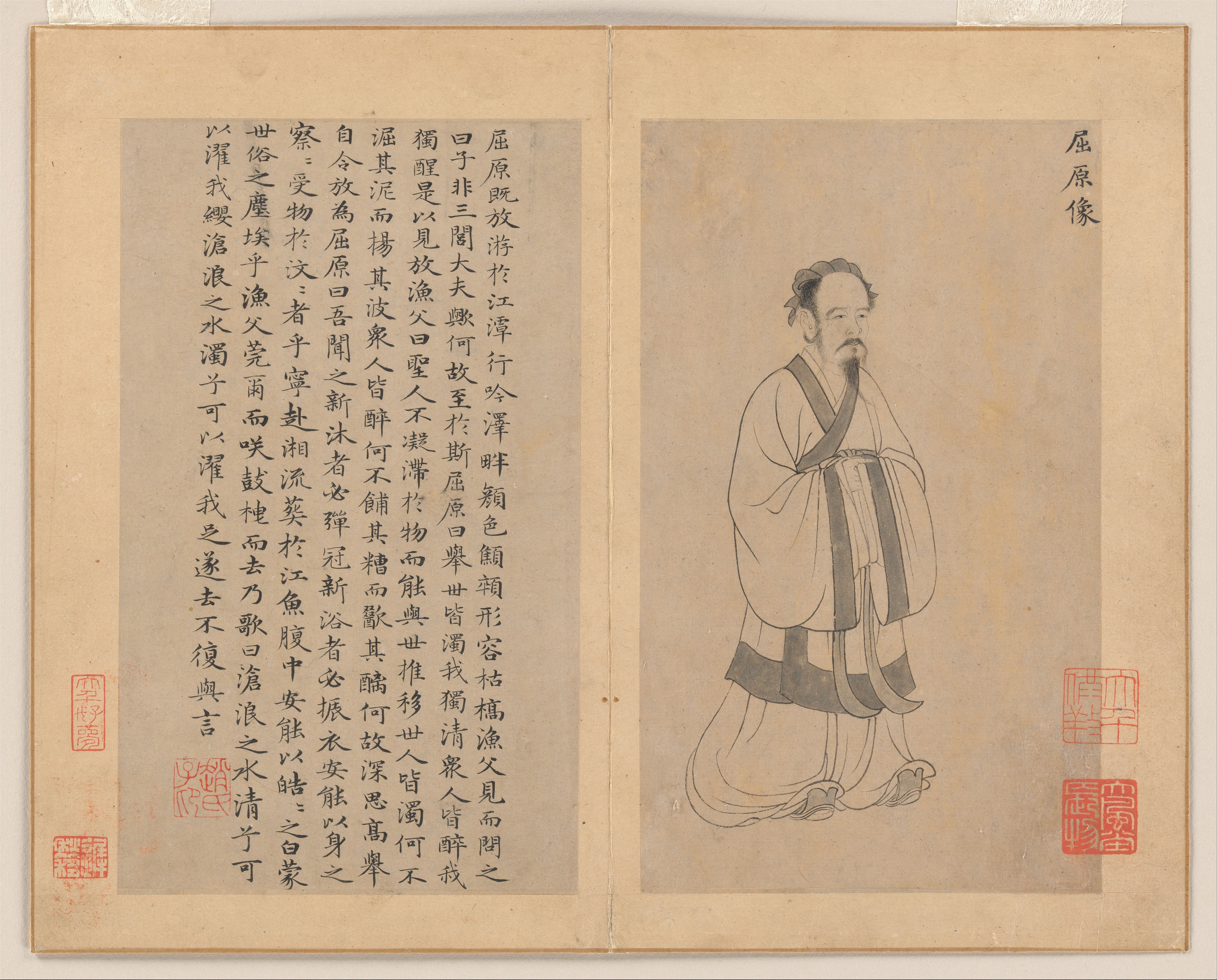
Bildnis – aus Jiu Ge 九歌 – Neun Gesänge
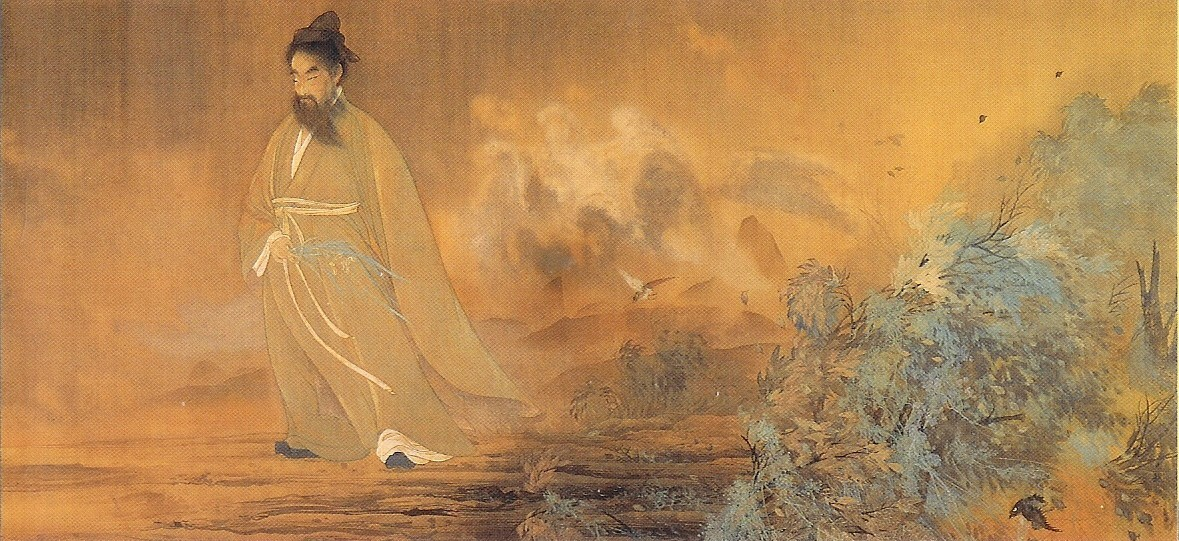
Gemälde – Qu Yuan, Yokoyama Taikan 1898